# Estatua de Charlie Chaplin (Londres)
La estatua de Charlie Chaplin está ubicada en Leicester Square, dentro de la ciudad de Londres. Se trata de una figura realizada en bronce en el año 1979 por el escultor John Doubleday. Representa al actor, cómico y cineasta en su papel más conocido, el de Charlot.
El 25 de diciembre de 1977, poco después de la muerte de Chaplin, Illtyd Harrington, líder de la oposición en el Consejo del Gran Londres, propuso un monumento a Chaplin en su ciudad natal. Los planes iniciales para un monumento en Elephant and Castle, en el sur de Londres, donde Chaplin pasó sus primeros años, fueron abandonados y en su lugar Leicester Square, en el centro del distrito de entretenimiento de Londres, se convirtió en el lugar preferido para la obra.
La estatua de bronce fue inaugurada el 16 de abril de 1981 (en el 92.º aniversario del nacimiento de Chaplin) en su emplazamiento original, en la esquina suroeste de la plaza, por el actor Sir Ralph Richardson. Una inscripción en el zócalo decía "EL GENIO CÓMICO / QUE DIO PLACER / A TANTOS". Al año siguiente se erigió una versión ligeramente modificada en la ciudad suiza de Vevey, que había sido el hogar de Chaplin desde 1952 hasta su muerte. Tras la remodelación de Leicester Square entre 1989 y 1992, la estatua se trasladó a un lugar al norte de la propia de William Shakespeare, la pieza central de la plaza.
En unas obras de mejora posterior, entre 2010 y 2012, la estatua de Chaplin se retiró por completo, junto con los bustos de William Hogarth, John Hunter, Sir Isaac Newton y Sir Joshua Reynolds. La estatua se instaló en una calle cercana, Leicester Place, en 2013, para evitar que se dañara la escultura durante las obras de mejora. En 2016 regresó a Leicester Square y se volvió a inaugurar en el cumpleaños de Chaplin.